# Chris Daughtry
Christopher Adam Daughtry (Roanoke Rapids, Carolina del Norte; 26 de diciembre de 1979) es un músico estadounidense, más conocido por ser vocalista de la banda de rock Daughtry y por su participación en American Idol en donde a pesar de su popularidad obtuvo el cuarto lugar.

## Biografía
Nació en Roanoke Rapids, Carolina del Norte.
Hasta la fecha ha grabado dos discos como solista titulados Daughtry, en el que cuenta con colaboraciones de Chris Joannou y de Slash, y Leave this Town, con colaboraciones de Chad Kroeger y Richard Marx.
Previo a estos trabajos fue la voz principal de la conocida banda de Pensilvania, Fuel, tras la renuncia de su cantante Brett Scallions. El bajista Jeff Abercrombie y el guitarrista Carl Bell hicieron su oferta a través del programa de televisión "Extra".
El 21 de noviembre de 2011 lanzó su tercer álbum de estudio Break The Spell, en el cual mostró un sonido un poco más heavy que los dos álbumes previos.
Ha colaborado en giras con Bon Jovi interpretando Wanted Dead or Alive en vivo, canción que había supuesto su reconocimiento en "American Idol".
También ha colaborado con la saga de juguetes Bionicle para la película Toa Mahri mini movie, con su canción Crashed.
Colaboró, además, en la banda sonora del videojuego de la compañía Rocksteady Studios Batman: Arkham City con la canción Down In You.
En 2013 Chris lanzó su cuarto álbum de estudio llamado "Baptized" en el cual sus canciones optan por un estilo rock. Temas como "Waiting For Superman" o "Battleships".
A finales de 2015 Chris subió a su cuenta de Instagram numerosas fotos en las que se le veía junto a los componentes de su grupo en un estudio de grabación. Chris no adelantó nada de su nuevo trabajo hasta enero de 2016 cuando en la web oficial del grupo cominucaron el nombre del nuevo álbum It's no Over... The Hits so Far. 
El quinto álbum se lanzó el 15 de febrero de 2016. 

### Vida personal
Está casado con Deanna Daughtry y tiene 4 hijos: Hannah, Griffin, hijos de su esposa y los gemelos Adalynn y Noah hijos de ellos.
La hijastra de Daughtry, Hannah, murió el 12 de noviembre de 2021. En enero de 2022, Daughtry y su esposa dijeron que la causa de la muerte fue suicidio.

## Discografía
- 2006: Daughtry
- 2009: Leave This Town
- 2011: Break the Spell
- 2013: Baptized
- 2016: It's Not Over... The Hits so Far (Álbum Recopilatorio)
- 2018: Cage to Rattle
- 2021: Dearly Beloved
- 2024: Shock to the System (Part One) (EP)
- 2025: Shock to the System (Part Two) (EP)